# Новозеландский пегий кулик-сорока
Новозеландский пегий кулик-сорока (лат. Haematopus finschi) — вид птиц семейства кулики-сороки (Haematopodidae). Видовое название дано в честь немецкого орнитолога Отто Финша (1839—1917).
Эндемик Новой Зеландии. Гнездится во внутренних районах Южного острова. Во внебрачный период встречается вдоль морского побережья Южного и Северного островов.
Тело длиной до 46 см, размах крыльев 80—86 см, вес 550 г. Верхняя часть тела и грудь чёрного окраса, нижняя часть тела белая. Длинный прочный клюв красного цвета. Короткие и толстые ножки розового цвета.
В сезон размножения встречается вдоль берегов рек и озёр, на открытых пастбищах и сельскохозяйственных угодьях, субальпийских лугах и травянистых степях. Вне сезона размножения обитает на лиманах, морских заливах, пляжах, песчаных территориях и водоёмах. Питается моллюсками и червями. Гнездо обустраивает на земле. В гнезде 2—3 коричневых с тёмными пятнами яйца. Инкубация продолжается 24—28 дня. Насиживают оба родителя по очереди. Птенцы покидают гнездо через день после вылупления, а самостоятельными становятся через 6 недель.